# 半連續性
在數學分析中，半連續性是實值函數的一種性質，分成上半連續與下半連續，半連續性較連續性弱。

## 形式定義
設 {\displaystyle X} 為拓撲空間，{\displaystyle x_{0}\in X}，而 {\displaystyle f:X\to \mathbb {R} } 為實值函數。若對每個 ε > 0 都存在 {\displaystyle x_{0}} 的開鄰域 {\displaystyle U} 使得 {\displaystyle \forall x\in U,\;f(x)<f(x_{0})+\varepsilon }，則稱 {\displaystyle f} 在 {\displaystyle x_{0}} 上半連續。該條件也可以用上極限等價地表述：
{\displaystyle \limsup _{x\to x_{0}}f(x)\leq f(x_{0})}
若 {\displaystyle f} 在 {\displaystyle X} 上的每一點都是上半連續，則稱之為上半連續函數。
下半連續性可以準此定義：若對每個 ε > 0 都存在 {\displaystyle x_{0}} 的開鄰域 {\displaystyle U} 使得 {\displaystyle \forall x\in U,\;f(x)>f(x_{0})-\varepsilon }，則稱 {\displaystyle f} 在 {\displaystyle x_{0}} 下半連續。用下極限等價地表述為：
{\displaystyle \liminf _{x\to x_{0}}f(x)\geq f(x_{0})}
若 {\displaystyle f} 在 {\displaystyle X} 上的每一點都是下半連續，則稱之為下半連續函數。
拓撲基 {\displaystyle ]-\infty ,a[\;\;(a\in \mathbb {R} )} 賦予實數線 {\displaystyle \mathbb {R} } 較粗的拓撲，上半連續函數可以詮釋為此拓撲下的連續函數。若取基為 {\displaystyle ]a,+\infty [\;\;(a\in \mathbb {R} )}，則得到下半連續函數。

## 例子

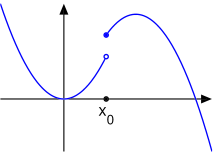
上半連續但不是下半連續函數的例子（藍點表 ）

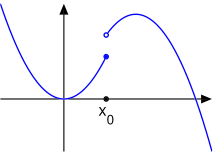
下半連續但不是上半連續连续的函数的例子（藍點表 ）

考慮函數
{\displaystyle f(x)={\begin{cases}-1&,x<0\\1&,x\geq 0\end{cases}}}
此函數在 {\displaystyle x_{0}=0} 上半連續，而非下半連續。
下取整函數 {\displaystyle f(x)=\lfloor x\rfloor } 處處皆上半連續。同理，上取整函數 {\displaystyle f(x)=\lceil x\rceil } 處處皆下半連續。

## 性質
一個函數在一點連續的充要條件是它在該點既上半連續也下半連續。
若 {\displaystyle f,g} 在某一
點上半連續，則 {\displaystyle f+g} 亦然；若兩者皆非負，則 {\displaystyle fg} 在該點也是上半連續。若 {\displaystyle f} 在一點上半連續，則 {\displaystyle -f} 在該點下半連續，反之亦然。
若 {\displaystyle X} 為緊集（例如閉區間），則其上的上半連續函數必取到極大值，而下半連續函數必取到極小值。
設 {\displaystyle f_{n}} 為下半連續函數序列，而且對所有 {\displaystyle x\in X} 有
{\displaystyle f(x)=\sup _{n}f_{n}(x)<+\infty }
則 {\displaystyle f} 是下半連續函數。
開集的指示函數為下半連續函數，閉集的指示函數為上半連續函數。

## 文獻
- Gelbaum, Bernard R.; Olmsted, John M.H. . Dover Publications. 2003. ISBN 0486428753.

- Hyers, Donald H.; Isac, George; Rassias, Themistocles M. . World Scientific. 1997. ISBN 9810225342.